# 圣奥古斯丁修院高中
圣奥古斯丁修院高中（英语：St. Augustine Seminary High School）位于美国密歇根州霍兰市，是一所曾存于1949年至1977年的天主教修院高中，由圣奥古斯丁修道会管理。

## 历史
圣奥古斯丁修院高中所在的地产原名为“Shore Acres”，最初是多尔·费尔特拥有的一处占地900英亩的庄园。1925年，费尔特在密歇根湖畔修建了一座豪宅，但到1931年时已不再使用。1949年夏天，该地产被卖给圣奥古斯丁修道会，并于次年秋季开始被用为修院高中。
1964年，一座四层、占地13.5万平方英尺的学校建筑建成，造价为300万美元（相当于2024年的3,040万美元）。该建筑内设有教室、宿舍、活动室、图书馆和小教堂。1965年，高中在校生人数达到了最高（180人）。
该高中的学生来自威斯康星州、伊利诺伊州、印第安纳州和密歇根州。约75%的学生来自芝加哥都会区。罗伯特·普雷沃斯特（未来的教宗利奥十四世）在该高中曾担任年鉴主编和学生会秘书.。自1968年起，高中开始接待来自西班牙的圣奥古斯丁修道会修女。1969年，神学院开始招收非修院高中学生作为走读生。

## 关闭和后续使用
到1977年，该机构只剩下40名学生。随着入学人数减少和成本上升，圣奥古斯丁修道会选择出售该地产。学生被转到中西部其他四所高中，高中于1977年6月关闭。密歇根州警察局购入该地产用作监狱。校舍建筑被拆除，原址上建立了杜恩斯惩教所。监狱于1991年关闭，莱克敦镇区以1美元的象征性价格购买了该地块。

## 知名校友
- 教宗良十四世（1955—）；本名罗伯特·弗朗西斯·普雷沃斯特，曾任奇克拉约教区主教。